# IC 4368
IC 4368 је елиптична галаксија у сазвјежђу Дјевица која се налази на листи објеката дубоког неба у Индекс каталогу.
Деклинација објекта је - 9° 57' 42" а ректасцензија 14h 4m 46,3s. Привидна величина (магнитуда) објекта IC 4368 износи 14,1 а фотографска магнитуда 15,1. IC 4368 је још познат и под ознакама NPM1G -09.0525, PGC 170329.